# Heteroscyphus irregularis
Heteroscyphus irregularis là một loài rêu tản trong họ Geocalycaceae. Loài này được (Stephani) S. Hatt. miêu tả khoa học lần đầu tiên năm 1944.